# Ron Bean (cầu thủ bóng đá)
Ronald Eric Bean (10 tháng 4 năm 1926 – 7 tháng 7 năm 1992) là một cầu thủ bóng đá người Anh của thập niên 1950. Sinh ra ở Crayford, ông gia nhập Gravesend & Northfleet vào tháng 1 năm 1951 từ Blyth Spartans. Sau 14 lần ra sân tại Southern Football League ông được Gillingham ký hợp đồng chuyên nghiệp vào tháng 6 năm đó, chủ yếu dự bị cho thủ môn Tommy Rigg. Ông có 3 lần ra sân cho đội một vào tháng 12 năm 1951, nhưng Gillingham thua cả ba trận và ông không được lựa chọn lại nữa. Cuối mùa giải 1951–52 ông bị giải phóng hợp đồng. Không có thông tin gì thêm về sự nghiệp của ông sau đó.